# Hoàng Phước Thuận
Hoàng Phước Thuận là Trung tướng Công an nhân dân Việt Nam. Ông từng giữ chức vụ Cục trưởng Cục An ninh mạng, Bộ Công an (Việt Nam).

## Sự nghiệp
Ông có học vị tiến sĩ, học hàm phó giáo sư.
Năm 2008, ông mang quân hàm Đại tá Công an, giữ chức vụ Phó Cục trưởng Cục chống phản động và khủng bố, ủy viên Ban chỉ đạo Phòng, chống khủng bố, Bộ Công an Việt Nam.
Năm 2011, ông mang quân hàm Đại tá Công an, giữ chức vụ Phó Cục trưởng Cục Bảo vệ chính trị 7, Tổng cục An ninh I, Bộ Công an.
Ngày 3 tháng 4 năm 2011, tại Thành phố Hồ Chí Minh, ông được thủ tướng Nguyễn Tấn Dũng trao Huân chương Quân công hạng Nhì nhờ thành tích trong chuyên án đấu tranh với các tổ chức chống đối chính quyền Việt Nam do Lê Công Định, Trần Huỳnh Duy Thức, Lê Thăng Long và Nguyễn Tiến Trung lãnh đạo.
Năm 2013, ông là tiến sĩ, Đại tá, Cục trưởng Cục bảo vệ Chính trị 6 (A68), Tổng cục An ninh 1, Bộ Công an.
Năm 2014, 2015, tháng 3 năm 2016, ông mang quân hàm Thiếu tướng Công an nhân dân Việt Nam, giữ chức vụ Cục trưởng Cục An ninh mạng, Bộ Công an (A68).
Tháng 6 năm 2016, ông mang quân hàm Trung tướng Công an nhân dân Việt Nam, giữ chức vụ Cục trưởng Cục An ninh mạng, Bộ Công an.
Hoàng Phước Thuận là thành viên ban soạn thảo Luật An ninh mạng Việt Nam.
Trước tháng 8 năm 2018, ông nghỉ hưu theo chế độ nhà nước.

## Lịch sử thụ phong quân hàm
- Đại tá
- Thiếu tướng Công an nhân dân Việt Nam (2014)
- Trung tướng Công an nhân dân Việt Nam (2016)

## Phong tặng
- Huân chương Quân công hạng Nhì (2011)[5]